# Encebollado
El encebollado, cuyo significado genérico es comida aderezada con mucha cebolla y sazonada con especias, es un plato típico de Ecuador originario de la región costa. Es considerado el plato insignia de la gastronomía ecuatoriana. El encebollado era un plato muy consumido por los estibadores del puerto de Guayaquil, anteriormente conocido como picante de pescado. 
Actualmente se prepara en toda las costas ecuatorianas e incluso en las regiones de la sierra y amazonia ecuatoriana, el nombre de "picante de pescado" surge por la manera en la que lo preparaban los antepasados de la Costa, con pescado salado. Se cree que emigrantes de otras provincias costeras lo trajeron como recurso para sobrevivir en Guayaquil, a los astilleros y a la cocina.
Este plato se prepara a base de pescado pero con frecuencia es combinado con otros mariscos como el camarón o el pulpo y diferentes especias, los acompañantes más conocidos para esta preparación culinaria son: los chifles (plátano frito), el pan y el arroz.

## Descripción

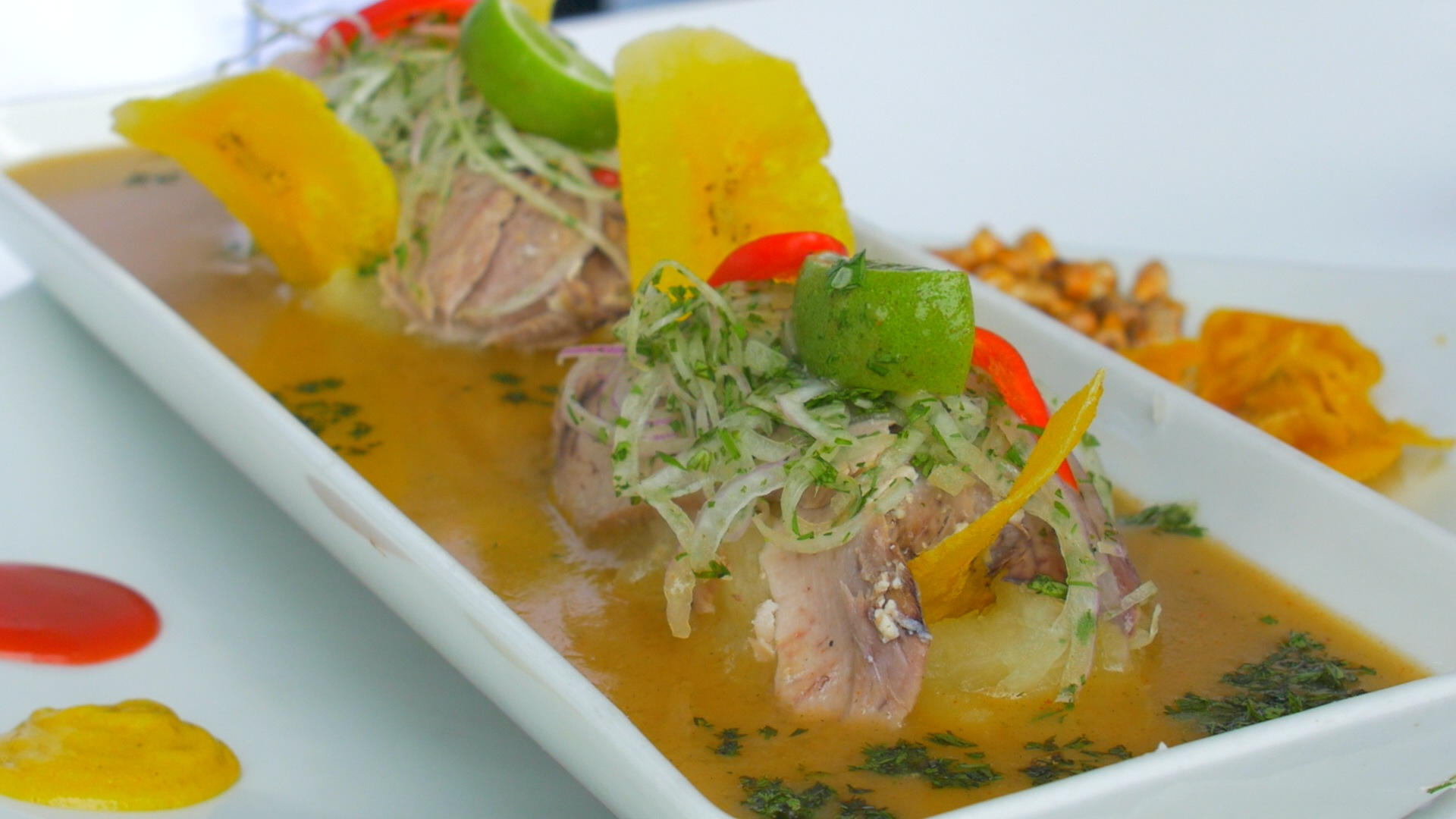
Presentación durante el Campeonato del Encebollado

El encebollado es una sopa de pescado que contiene albacora, yuca, tomate, cebolla colorada, cilantro, ají en polvo, comino y otras especias. Se acompaña con chifles, que se le añaden al momento de degustarlo. Es común que sea aderezado con gotas de limón verde y con ají. Es ingerido usualmente en la mañana, aunque también suele servirse como almuerzo o merienda. 
Entre los ecuatorianos es común atribuirle al encebollado la capacidad de atenuar los efectos de la resaca provocada por la ingesta de alcohol,  ya que, además de su bajo contenido graso, el licopeno del tomate, ayuda a proteger al hígado y aceleran el tiempo en el que las enzimas procesan el alcohol.

## Historia
Su origen es discutido ya que varias provincias de la costa de Ecuador lo reclaman. Se cree que es de origen prehispánico, y ya los valdivias cocinaban un pescado a fuego lento en vasijas de cerámica, que luego de la Conquista sus descendientes agregaron elementos europeos, como la cebolla. Posteriormente se le llamó «picante de pescado», elaborado con pescado salado. La receta actual nace en la década de 1950 y se popularizó en la década de 1980 como plato económico.